# Ilana Kaplan
Ilana Kaplan (Porto Alegre, 9 de mayo de 1965) es una actriz brasileña. 
Nacida en Porto Alegre, Brasil. Es una actriz de cine, teatro y televisión en Brasil.

## Filmografía

### Televisión
| Año     | Título                      | Personaje                            |
| ------- | --------------------------- | ------------------------------------ |
| 2021    | 5X Comédia                  | Julita                               |
| 2018-19 | A Vila                      | Daysi                                |
| 2017    | Mister Brau                 | Ester (asistente social)             |
| 2016    | Carrossel (desenho animado) | Profesora Matilde (voz)[2]           |
| 2015    | I Love Paraisópolis         | Silvéria Mengarda Recanto de Queiroz |
| 2014    | Patrulha Salvadora          | Matilde                              |
| 2013    | Louco por Elas              | Marta                                |
| 2012    | Carrossel                   | Matilde Carvalho                     |
| 2011    | Macho Man                   | Cristina                             |
| 2009    | Vende-se Um Véu de Noiva    | Daura Soares                         |
| 2009    | Cilada                      | Vera Lima                            |
| 2008    | Revelação (telenovela)      | Aída Camargo                         |
| 2007    | Amor e Intrigas             | Leonora Arkady                       |
| 2006    | Sob Nova Direção            | Ana Rita                             |
| 2005    | A Diarista                  | Rosineide Fernandes                  |
| 2005    | A Diarista                  | Verônica                             |
| 2004    | Metamorphoses               | Joseane Fernandes                    |
| 2002    | Os Normais                  | Marinete Ferreira                    |
| 2002    | Retrato Falado              | Ilana                                |
| 2000    | Minuto Científico           |                                      |
| 2000    | Ô Coitado                   | Valentina (Tina)                     |
| 1997    | Sai de Baixo                | Lucinete                             |
| 1997    | Sai de Baixo                | Arlete Liege                         |
| 1997    | Sai de Baixo                | Irmã Bernardete dos Santos           |
| 1991    | Dóris para Maiores          | Ella misma                           |
| 1990    | Lá Vem A História           |                                      |

### Cine
| Año  | Título                                 | Papel              |
| ---- | -------------------------------------- | ------------------ |
| 2018 | Contra a Parede                        | Recepcionista      |
| 2018 | A Dupla                                |                    |
| 2017 | TOC: Transtornada Obsessiva Compulsiva | Médica             |
| 2010 | Tô Frito                               | Rosa Paz           |
| 2009 | High School Musical: O Desafio         | Sra. Evans         |
| 2007 | Xuxa em Sonho de Menina                | Tia Memélia        |
| 2004 | Nina                                   | Mulher no sonho[3] |
| 2003 | Como Fazer Um Filme De Amor            |                    |
| 2003 | A Festa de Margarette                  | Margarette         |
| 1996 | Deus Júnior                            |                    |
| 1996 | Super Colosso                          | Gabriela           |
| 1996 | Os Três Zuretas                        | Justina            |
| 1994 | A Loura Incendiária                    |                    |
| 1991 | Batalha Naval                          |                    |
| 1987 | A Voz Da Felicidade                    |                    |
| 1987 | A Hora Da Verdade                      |                    |
| 1986 | Prazer Em Conhecê-la                   |                    |

## Teatro
- 2003 y 2004   Tres versiones de la vida  ...Elias Andreato
- 2006 y 2007   Richard III
- 2013,  La Terraza  ... Alexandre Reinecke